# Ford Shelby GR-1
Ford Shelby GR-1 ist ein Konzeptfahrzeug eines Sportwagens von Ford, das am Pebble Beach Concours d’Elegance in Pebble Beach 2004 und an der North American International Auto Show 2005 in Detroit (Michigan) in den Vereinigten Staaten vorgestellt wurde.

## Das Fahrzeug
An der Gestaltung war Carroll Shelby beteiligt; Teile des Designs waren vom Shelby Daytona entlehnt. Bei diesem Fastback endet das Heck 97 Zentimeter hinter der Achse. Die Bereifung hat die Maße 275/40/R19 vorn und 345/35 hinten.

## Technische Daten
Der Hubraum beträgt 6400 Kubikzentimeter. Angetrieben wird das Auto mit einem V-Motor mit zehn Zylindern und 679 Newtonmetern bei einer Drehzahl von 5550 Umdrehungen pro Minute sowie 451 Kilowatt (613 PS). Es ist der gleiche Motor wie im Shelby Cobra von 2004.

## Serienproduktion
Zugunsten des Ford GT wurde das Konzept wieder verworfen. Doch 2019 – fast 15 Jahre nach der Vorstellung des Konzeptfahrzeugs – begann der Hersteller Superformance das Fahrzeug in Kleinserie zu produzieren; der Motor ist wahrscheinlich der gleiche wie im Shelby GT500. Zunächst sind 100 oder 200 Stück geplant, insgesamt sollen bis zu 325 Einheiten gebaut werden – das ist die maximale jährliche Stückzahl, die der US-amerikanische Low Volume Motor Vehicle Manufacturers Act erlaubt.